# 叶神社
叶神社（かのうじんじゃ）は、神奈川県横須賀市浦賀地区にある神社。浦賀港を挟んで2社が所在。
勧請した石清水八幡宮と同様、ともに誉田別尊（応神天皇）など八幡神を祭神とする。
1. 叶神社（西浦賀）：通称「西叶神社」
2. 叶神社（東浦賀）：通称「東叶神社」

21世紀に入り、両社の宮司の話し合いにより、西叶神社で「勾玉お守り」を授かり、東叶神社のお守り袋に入れて一つの縁結びのお守りとする、新たな試みが実現した。

## 叶神社 (横須賀市西浦賀)
叶神社（西浦賀）は、誉田別尊と、比売大神、息長帯比売命（神功皇后）を祭神とする。
縁起によれば、伊豆に配流され、源頼朝と知遇を得た北面武士出身の文覚上人が、源氏再興を願って上総の鹿野山に修行、本願が叶えられれば勝地を求めて八幡社を建立することを誓ったところ、養和元年（1181年）に大願成就の前兆を感得し、遍歴の末、鹿野山の対岸に当たる西浦賀の地に社を建立し、石清水八幡宮の神を勧請。源氏再興の大願が叶ったことから、文治2年（1186年）より叶大明神と称するようになったとされる。

### 別当寺
江戸時代までは叶神社の別当寺として、古義真言宗の感応院西栄寺が敷地内に所在し、別当僧が神官の役割も兼ねていた。旧暦明治元年8月（1868年）、第69代法印玉応は別当住職を辞して西岸の叶神社の初代神官となり、現宮司は第75代目（神職宮司6代目）にあたる。
なお、感応院には、明治4年（1871年）に西岸郷学校が開設され、新暦1874年（明治7年）より西岸学舎と改称、1898年（明治31年）に東浦賀の乗誓寺に置かれた東岸学舎と合併して浦賀小学校が誕生するまで存続した。また、1875年（明治8年）より一年半の間、短期間ながら神奈川県第四号師範学校も併設されていた。

### 社殿・境内
社殿は天保8年（1837年）に焼失し、天保13年（1842年）に再建されたものが現在に伝わる。権現造で、彫刻装飾は安房国千倉の代表的な彫刻師であった後藤利兵衛義光の作。

### 祭事
例大祭：9月15日。奉納される「虎踊り」は享保5年（1720年）から伝えられているといわれ、県指定無形民俗文化財。

### 所在地・交通
神奈川県横須賀市西浦賀1-1-13
- 京急本線浦賀駅より徒歩15分

## 叶神社 (横須賀市東浦賀)
叶神社（東浦賀）は、江戸時代初期の正保元年（1644年）、西浦賀の叶神社を勧請して創建された。明治になるまでは、耀真山永神寺と呼ばれる真言宗醍醐派仏教寺院を別当寺としていた。
勝海舟が咸臨丸出航前に、当地で断食修行をしたと伝えられ、社殿裏の階段を登ると記念碑が建てられている。

### 社殿・境内
- 社殿：関東大震災で倒壊し、昭和4年（1929年）に再建された。
- 明神山：浦賀城跡で、奥の院、東照宮、神明社、稲荷社があり、「叶神社の社叢林」として県指定天然記念物となっている[4]。
- 厳島神社：身代わり弁天と呼ばれる。
- 永勝不動尊：旧永神寺の本尊。

### 所在地・交通
神奈川県横須賀市東浦賀2-21-25
- 京急本線浦賀駅より徒歩18分